# Alois Heigl
Alois Heigl (* 30. Oktober 1970 in Caracas, Venezuela) ist ein venezolanischer Schriftsteller. Seit 2000 lebt und arbeitet er in Wien.

## Leben
Alois Heigl moderierte und produzierte ein Programm im venezolanischen Radionetz „La Mega Estación“ und fungierte auch in einem regionalen Fernsehsender im Süden Venezuelas als Moderator, Produzent, Autor und Regisseur eines eigenen Programms. Er erhielt eine Anstellung bei RCTV und arbeitete als Moderator und als Produzent von Sendungen im Journalistischen- und Unterhaltung-Bereich. Dort bildete er sich in Schauspiel- und Sprechtraining an der Schule für Film und Kunst fort. Als der Drehbuchautor seiner täglichen Live-Sendung kurzfristig entlassen wurde, übernahm er die Aufgabe, seine Drehbücher selbst zu verfassen. Dabei entdeckte er seine Berufung als Autor. Im Jahr 1995 machte er einen Abschluss an der Fakultät für Medienkommunikation der Zentralen Universität von Venezuela. Nach dem Abschluss seiner Ausbildung zum Schauspieler begann er, eine Telenovela zu verfassen.
Im Jahr 2000 musste er Venezuela verlassen und ließ sich in Wien nieder. In Österreich widmete er sich dem Schreiben intensiver und verfasste mehrere Romane in Spanisch. Sein erstes Werk, La Tercera Resurrección (Die Dritte Auferstehung), wurde vom angesehenen lateinamerikanischen Verlag Oveja Negra 2011 als Buch herausgegeben. Später erschien es auch als E-Book. Er engagiert sich in Wien für lateinamerikanische Kultur als Lehrer lateinamerikanischer Tänze und Veranstalter lateinamerikanischer Kultur- und Tanzveranstaltungen.

## Schriften
- La Tercera Resurrección. Editorial Oveja Negra, Bogotá 2011, ISBN 978-958-06-1164-6.
- La Tercera Resurrección. Zweite, überarbeitete, elektronische E-Book-Ausgabe: Wien 2014, ISBN 978-3-9503797-0-9.
- El teorema de dios. Erste E-Book-Ausgabe: Wien 2015, ISBN 978-3-9503797-1-6.